# Bartolomea Fregoso
Bartolomea Fregoso (... – 1485) è stata una nobildonna italiana.
Moglie di Pietro Fregoso, doge dal 1450 al 1458, svolse un ruolo attivo negli scontri per il controllo di Genova dopo la fine della signoria francese sulla città, sostenendo l’arcivescovo Paolo Fregoso.

## Biografia

### La famiglia di origine e il matrimonio
Bartolomea Fregoso, figlia di Giovanni I Grimaldi e di Pomellina Fregoso, discendeva dalla famiglia nobiliare dei Grimaldi. Il ramo genovese della casata riuscì, nel 1419, ad acquisire definitivamente il possesso di Monaco. Nel contratto di matrimonio con Pietro Fregoso, redatto nel 1445, suo padre, Giovanni I, la nominò  erede di tutti i suoi domini, in caso di morte senza eredi del fratello Catalano. Le volontà paterne furono riconfermate nel testamento, tuttavia, Bartolomea non ereditò mai i possedimenti di Monaco. In occasione del matrimonio con Pietro Fregoso fu dotata con 2500 ducati; dalla loro unione nacquero sette figli, di cui uno, Battista, fu doge di Genova dal 1478 al 1483.
Al momento del matrimonio, Pietro Fregoso, si trovava in patria in una situazione complessa. Egli era stato bandito da Genova nel 1443, dopo l’elezione a doge di Raffaele Adorno, membro di una famiglia del patriziato ostile ai Fregoso. In questa occasione Pietro chiese aiuto a Filippo Maria Visconti, che gli diede il possesso di Novi, da cui egli iniziò a compiere razzie sul territorio genovese. Questa località fu al centro dei progetti di Pietro che mirava a renderlo il fulcro dei suoi possedimenti. Nel 1447 gli Adorno furono cacciati dalla città ed il titolo dogale tornò nelle mani dei Fregoso. Pietro venne nominato prima capitano delle milizie genovesi e poi, nel 1450, venne eletto doge. La figura di Bartolomea non emerse in modo particolare in questi anni, anche perché il titolo di dogaressa non possedeva poteri ufficiali.

### Gli anni trascorsi a Novi
Il dogado di Pietro su Genova fu attraversato da numerose difficoltà, che lo portarono, nel 1458, a giurare fedeltà a Carlo VII, a cui cedette la signoria sulla città in cambio del possesso di Novi e Voltaggio. Pietro, presto pentitosi della decisione, cercò in più occasioni di riprendere Genova, morendo nel corso di uno di questi tentativi, nel 1459.
Al momento della morte di Pietro, Bartolomea, che, con i figli, si trovava a Novi – possedimento, come sottolineato in precedenza, importante nelle strategie del marito – iniziò a svolgere un ruolo attivo nelle vicende del casato. Ella collaborò attivamente con i fratelli di Pietro, Paolo Fregoso, arcivescovo di Genova dal 1453, e Pandolfo per riottenere il controllo sulla città mentre, l’anno successivo, nel 1460, riuscì a risolvere alcune tensioni con i suoi sudditi di Novi, anche grazie alla mediazione degli agenti di Francesco Sforza.
Nel 1461 Prospero Adorno, accordatosi con Paolo Fregoso e Francesco Sforza, riuscì a cacciare i francesi da Genova – che lasciarono un presidio di truppe a Castelletto, la più importante fortezza di Genova – ottenne il titolo di Doge. I rapporti tra i Fregoso e gli Adorno si deteriorarono ben presto; dopo aver sconfitto in luglio gli esuli rifugiatesi a Savona, l’arcivescovo attaccò gli Adorna costringendoli a fuggire.
All’apertura delle elezioni per il dogado che vedranno l’elezione di Ludovico Fregoso, Bartolomea, esclusa dalla possibilità di ottenere il titolo, cercò di ritagliarsi un ruolo sfruttando le richieste delle truppe francesi a Castelletto. A Novi infatti ella informò l’inviato di Francesco Sforza che i francesi, rifiutavano di lasciare la fortezza, se non fosse stato eliminato il debito che essi dovevano ai figli di Pietro – come previsto dagli accordi dopo la cessione di Genova a Carlo VII nel 1458. Bartolomea si disse disponibile a rinunciare alla somma, solamente a condizione che le fosse rimborsato il denaro - o l’equivalente in gioielli. In alternativa ella avrebbe accettato la consegna di Castelletto o il controllo di Savona e Gavi.

### Il ritorno a Genova
Con l’abbandono presidio francese a Castelletto, Bartolomea fece ritorno a Genova, per reclamare il denaro che le spettava, in virtù della sua rinuncia. Ella aspirava però ad ottenere il possesso della fortezza, contando sull’alleanza con Francesco Sforza, interessato a controllare la città. La questione del rimborso – che, secondo i Fregoso, sarebbe spettato ai genovesi – rimase però insoluta: il comune infatti, che considerava la fortezza di sua proprietà, rifiutò di cedere la somma.
Nel 1461 Bartolomea intraprese un viaggio a Milano, portando il figlio Battista con sé. Lo scopo della visita era quello di inserire il figlio alla corte sforzesca e valutare lo stato della signoria su Novi – reclamata sia da Genova che dagli Sforza. Ella riuscì nel suo scopo, Battista entrò nella corte milanese e, nel 1463, rientrò nel feudo di Novi, schierandosi tra i sostenitori degli Sforza.
Nel corso di questi anni la Fregoso e Paolo cercarono, nel corso di questi anni, di deporre Ludovico Fregoso, accordandosi con Francesco Sforza. Tale situazione portò a tensioni e scontri all'interno della famiglia ligure, con Bartolomea che giocò un ruolo attivo al fianco di Paolo. Nel 1463 l’arcivescovo e il fratello Pandolfo Fregoso tentarono prendere la città con la forza. All'azione militare partecipò anche Bartolomea, che al comando di alcuni uomini occupò il palazzo dogale. Nonostante la riuscita del colpo di mano, Bartolomea a Paolo furono presto costretti a lasciare la città: il duca di Milano infatti di non supportò l’elezione dell’arcivescovo a doge e Ludovico riprese il potere.
Nel corso dei mesi successivi, dopo che Paolo riuscì a costringere il doge a cedergli la carica, Bartolomea fece ritorno a Genova e si stabilì a Castelletto. Il carattere fortemente popolare del dogado di Paolo finì per inimicargli sia il Banco di San Giorgio sia le famiglie del patriziato e i grandi mercanti genovesi. Questi, riuniti a Savona, chiesero e ottennero l’appoggio del duca di Milano, che inviò un esercito al comando di Jacopo Vimercati. Paolo abbandonò Genova ma lasciò Bartolomea a Castelletto, al comando di un presidio di 500 uomini. La Fregoso resistette all’assedio per 40 giorni, prima di cedere agli assedianti la fortezza, in cambio della conferma dei feudi di Novi e Rivazzano e della cessione di Voltaggio e Fraconalto.

### Gli ultimi anni
Il ruolo svolto da Bartolomea durante il dominio sforzesco su Genova (1464-1678) è attualmente sconosciuto.
La donna tornò protagonista delle vicende genovesi sul finire degli anni Settanta, con la riapertura del conflitto per il controllo di Genova dopo l’assassinio del Duca di Milano Galeazzo Maria Sforza. In questa occasione, il figlio Battista ottenne da Gian Galeazzo Sforza l’incarico di conquistare la città. Riuscito nell’intento, ricevette nel 1478 il titolo di doge ed affidò alla madre Bartolomea il controllo di Savona, che ella detenne fino alla morte, avvenuta nel 1481.